# Ponte di Piave
Ponte di Piave település Olaszországban, Veneto régióban, Treviso megyében. Lakosainak száma 8307 fő (2023. január 1.). Ponte di Piave Breda di Piave, Chiarano, Maserada sul Piave, Ormelle, Salgareda, San Biagio di Callalta és Oderzo községekkel határos.

## Népesség
A település népességének változása:
| Lakosok száma | 8345 | 8352 | 8307 |
|               | 2017 | 2018 | 2023 |

## Testvérvárosok
- Castelginest, Franciaország, 1984 óta